# Irene Kwambai
Irene Kwambai Kipchumba, née le 25 octobre 1978, est une athlète kényane.

## Carrière
Elle est médaillée  d'argent en cross par équipe aux Championnats du monde de cross-country 2000 à Vilamoura ainsi qu'aux Championnats du monde de cross-country 2004 à Bruxelles et aux Championnats du monde de cross-country 2005 à Saint-Galmier.
Aux Championnats d'Afrique d'athlétisme 2004 à Brazzaville ainsi qu'aux Jeux mondiaux militaires d'été de 2007 à Hyderabad, elle remporte la médaille d'argent du 10 000 mètres. Elle est médaillée de bronze sur 10 000 mètres aux Jeux africains de 2007 à Alger.